# Sverrir Ingi Ingason
Sverrir Ingi Ingason (* 5. August 1993 in Kópavogur) ist ein isländischer Fußballspieler auf der Position eines Abwehrspielers, der vor allem in der Innenverteidigung eingesetzt wird. Seit Sommer 2023 steht er beim griechischen Erstligisten Panathinaikos Athen unter Vertrag.

## Karriere

### Verein
Im Januar 2010 wechselte Sverrir Ingi Ingason aus der U-19 in die Herrenmannschaft von Breiðablik Kópavogur. Insgesamt absolvierte er vier Spielzeiten in der Pepsideild, der höchsten Liga in Island. Im Jahr 2013 gewann er mit Kópavogur den isländischen Ligapokal. Mit der darauffolgenden Teilnahme an der Qualifikation zur UEFA Europa League 2013/14 gab Sverrir Ingi sein Debüt im internationalen Vereinsfußball. Mit Kópavogur konnte er bis in die 3. Runde vordringen. Auf dem Weg dahin wurde in der 2. Runde unter anderem der österreichische Bundesligist SK Sturm Graz bezwungen.
Zum 1. Januar 2014 wechselte er nach Norwegen zu Viking Stavanger. Dort spielte er eine Saison in der höchsten norwegischen Spielklasse, der Tippeligaen. Er absolvierte 29 von 30 möglichen Saisonpartien. Das letzte Spiel verpasste er aufgrund einer Gelbsperre. Zudem erreichte er mit Viking das Viertelfinale im NM-Cup.
Im Februar 2015 unterschrieb Sverrir Ingi belgischen Erstligisten Sporting Lokeren einen Vertrag. Sein Debüt in der Pro League, gab er am 7. Februar 2015. Beim 1:0-Erfolg über den KV Ostende, stand er über 90. Minuten auf dem Platz.
Am 19. Januar 2017 wechselte er nach Spanien, wo er beim FC Granada einen Vertrag bis 2020 unterzeichnete.
Nach einem halben Jahr bei Granada verschlug es ihn am 30. Juni 2017 nach Russland zum FK Rostow weiter.
Am 1. Februar 2019 wechselte Sverrir Ingi Ingason für eine Ablösesumme in Höhe von 4 Millionen Euro zum griechischen Erstligisten PAOK Saloniki. In seinen ersten Monaten in Thessaloniki wurde Sverrir Ingi Ingason mit PAOK Meister.

### Nationalmannschaft
Sverrir Ingi Ingason durchlief sämtliche isländische Nachwuchsnationalmannschaften. Mit der U-21 nahm er an der Qualifikation zur U-21-EM 2015 teil. Er schied mit Island erst in den Play-offs gegen die U-21 von Dänemark aus. Sein Debüt für die A-Nationalmannschaft gab er am 21. Januar 2014 bei einer 0:2-Niederlage im Freundschaftsspiel gegen Schweden. Er kam in der 57. Spielminute für Hallgrímur Jónasson in die Partie. Ein Jahr später absolvierte er gegen Kanada sein zweites Länderspiel über 90 Minuten als rechter Verteidiger. Im Vorfeld der Fußball-Europameisterschaft 2016 in Frankreich wurde er noch viermal in der Innenverteidigung getestet. Dabei gelangen ihm gegen Griechenland und Norwegen im März bzw. Juni 2016 seine ersten beiden Länderspieltore. Anschließend wurde er in das EM-Aufgebot Islands aufgenommen. Seinen ersten Einsatz hatte er als Einwechselspieler in den Schlussminuten im letzten Gruppenspiel gegen Österreich. Mit dem 2:1-Erfolg schaffte der EM-Neuling den Einzug in die K.-o.-Phase. Im Viertelfinale gegen Frankreich stand er zum zweiten Mal auf dem Platz, als das Team zur Halbzeit bereits vorentscheidend mit 0:4 zurücklag und schließlich mit 2:5 ausschied.
Zudem stand er im isländischen Kader für die Weltmeisterschaft 2018 in Russland, bei der Island zum ersten Mal an einer Weltmeisterschaftsendrunde teilnehmen konnte. Island schied nach einem Unentschieden gegen Argentinien und Niederlagen gegen Nigeria und Kroatien als Letzter der Gruppe D noch in der Vorrunde aus; Sverrir Ingi Ingason kam gegen Nigeria und Kroatien zum Einsatz.

## Erfolge
- Isländischer Ligapokalsieger: 2013
- Griechische Meister: 2019
- Griechischer Pokalsieger: 2019, 2021
- Dänischer Meister: 2024